# Denisas Kolomyckis
Denisas Kolomyckis (Vilnius, Lituânia, 10 de junho de 1992) é um artista interdisciplinar, performer, bailarino, ator e realizador. Kolomyckis trabalhou com o realizador lituano Sarunas Bartas e com o realizador americano Jonas Mekas, em Nova Iorque. Denisas é um ativista dos direitos humanos e LGBT e foi galardoado com o prémio de Mais Jovem Voluntário Lituano em 2006. Em 2013, participou na plataforma internacional TEDx, onde falou sobre o tema "Performance como uma ferramenta artística.  

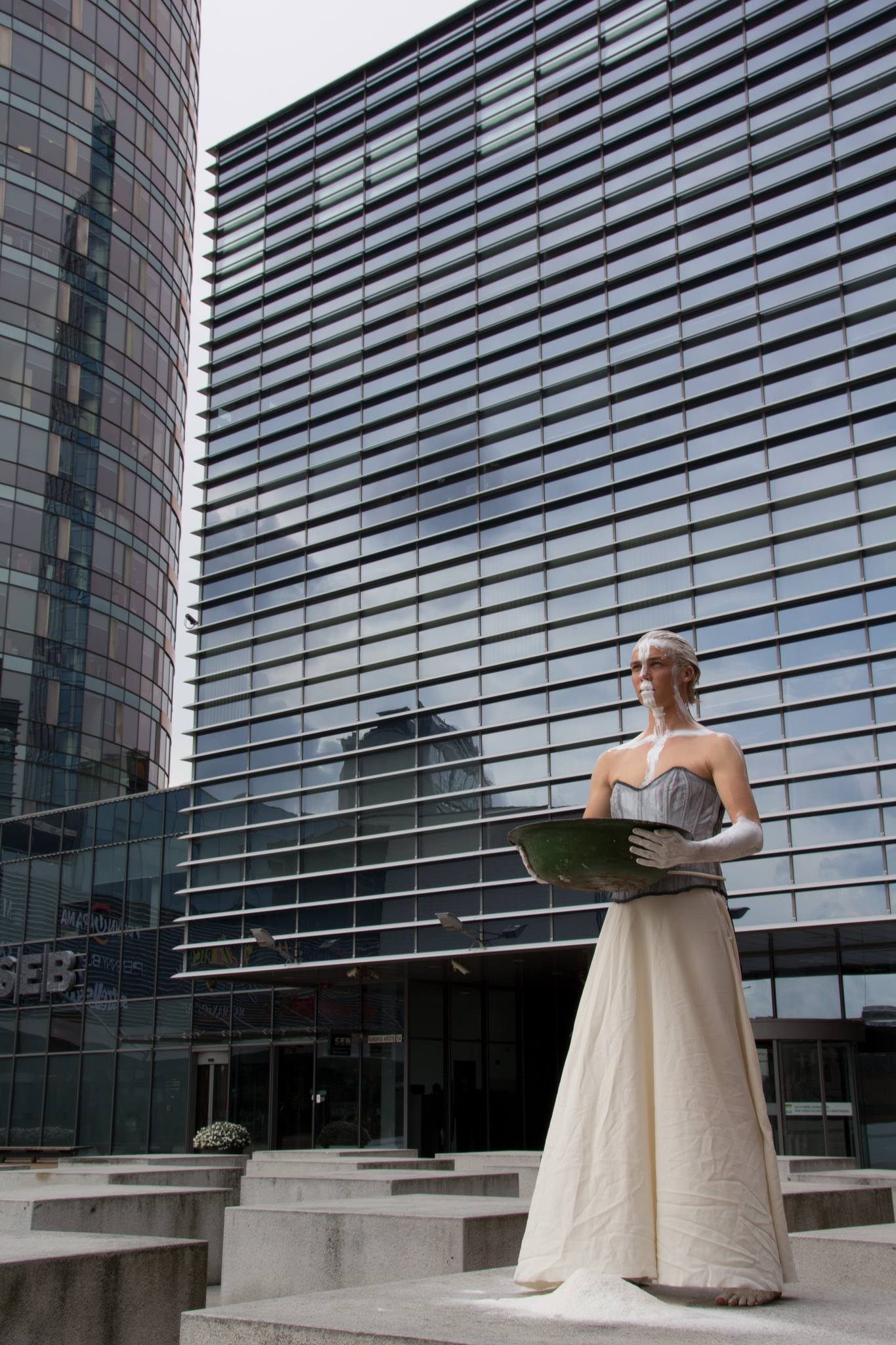
Performance-manifest 'Ritual circle' - shamanism - around Vilnius City municipality building

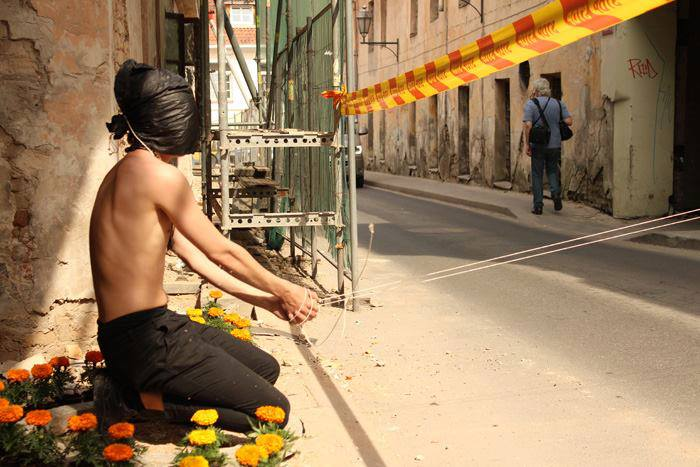
Denisas Kolomyckis performance on gender equality - 'Calling Edge'

## Infância e familia
Denisas Kolomyckis nasceu em Vilnius, Lituânia. Tem ascendência russa e judia. Estudou na National M. K. Čiurlionis School of Art na secção de Ballet e, mais tarde, no Conservatoire for Dance and Drama, em Londres.

## Filmografia
- You can't escape Lithuania, 2016, Romas Zabarauskas
- We will riot, 2013, Romas Zabarauskas
- Educazione siberiana, 2013, Gabriele Salvatores[4]
- Temporary, 2011, Jurate Samulionyte
- Alian home, 2010, Marina H. Pu.
- Artimos sviesos, 2009, Ignas Miskinis

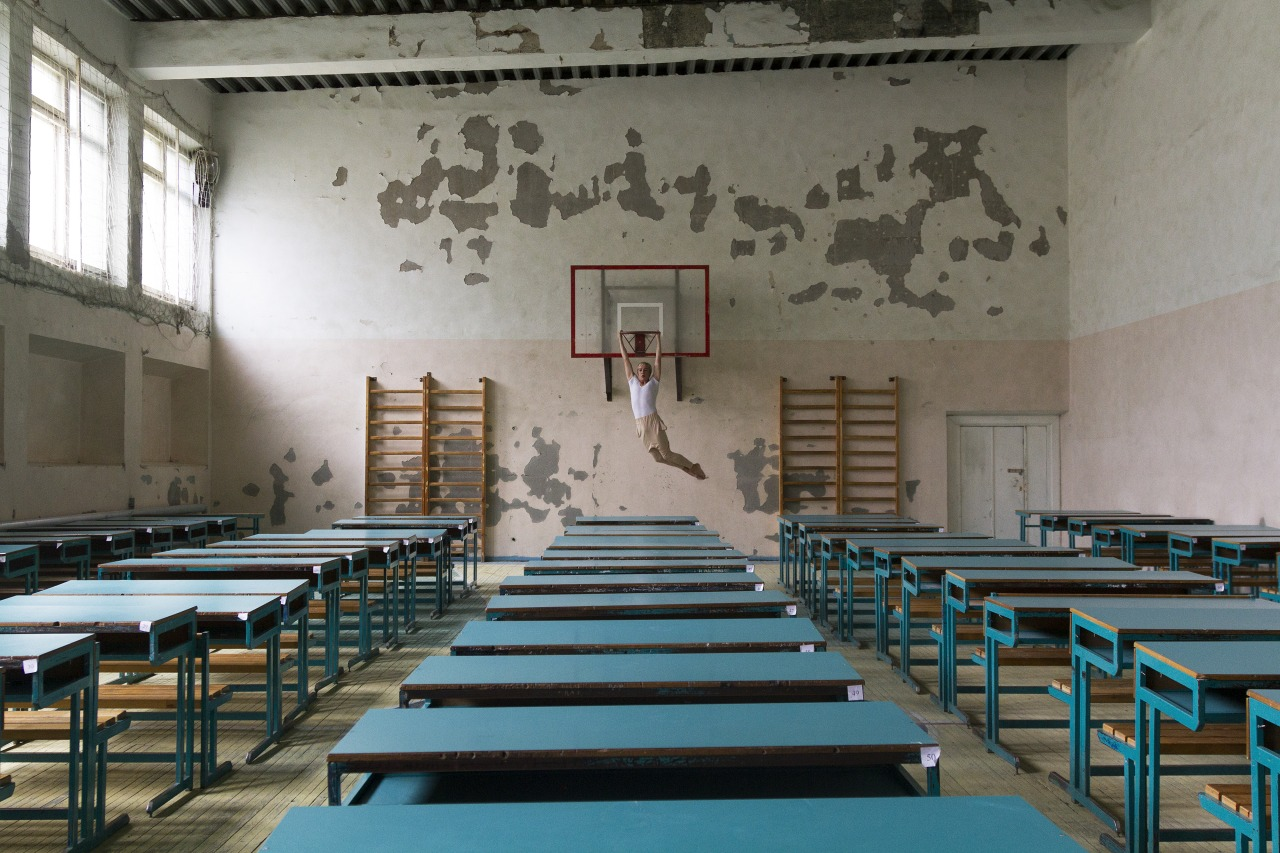
Performance in Gyumri, Armenia

## Exposições e performances
- Lithuanian contemporary art quadrennial, 2014
- Bite Vilnius, Painters Union Gallery, 2014
- White sheet, Arka galeery, dFab gallery, Laipa gallery, 2014
- The Portrait of Dorian Gray, Small Theatre, Yerevan, 2014
- Eight Feet, Royal Northern College of Music, Manchester, 2014
- Vulto, Casa da Cultura, Góis 2014
- Waves, Mercearia de Arte Alves & SIlvestre, 2013
- Heaven eleven, Gallery AV17, 2013
- SELF, Jonas Mekas Visual Arts Center, 2013
- From dusk till down, Vilnius Contemporary art Center, 2013
- Fashion week, agnès b., Paris, 2012
- PRO, Jonas Mekas Visual Arts Center, 2012
- Transgression, Microscope gallery, 2010

## Videoclips
- For The Love, Proper Heat
- A Ritual in Time and Death, Ulrich Schnauss

## Vida pessoal
Denisas Kolomyckis está radicado em Portugal. 
Kolomyckis é diretor da Comunidade Lituana em Portugal e diretor artístico da RAIZVANGUARDA - Associação Cultural.

## Performances polémicas
Denisas Kolomyckis foi preso durante uma performance. Apanhado a dançar na mais movimentada avenida de Vilnius, foi levado pela policia que o acusou de "parar o trânsito com movimentos plásticos". Durante esta performance, conheceu o mítico realizador Jonas Mekas. Mais tarde, foi filmado por Mekas a parar o trânsito em Nova Iorque.  
Em 2013, Kolomyckis foi impedido pela Polícia Portuguesa de se manifestar em frente à Embaixada da Rússia em Lisboa.